# Jon Gomm
Jon Gomm (Blackpool, 11 luglio 1977) è un chitarrista inglese.
Considerato un virtuoso della chitarra acustica, si è esibito con artisti come Tommy Emmanuel, Andy McKee, Don Ross, Nick Harper e Erik Mongrain.

## Biografia
Nato a Blackpool, si avvicina alla musica giovanissimo iniziando a suonare l'ukulele all'età di 2 anni e la chitarra all'età di 6. Dall'età di 12 anni seguì il padre, un critico musicale, ai concerti blues nella sua città natale di Blackpool e da adolescente comincia a suonare la chitarra elettrica ispirandosi ai classici rock. Dopo aver lasciato la scuola, Gomm si iscrive al Guitar Institute, ora parte dell'Istituto di Musica Contemporanea di Londra e successivamente si trasferisce a Leeds, nella regione dello Yorkshire, per studiare presso il Leeds College of Music.

### Hypertension e Don't Panic(2003-2011)
Dopo anni di studi, nel 2003, Gomm pubblica il suo primo album intitolato Hypertension in cui sono presenti oltre a 10 tracce originali anche 2 cover: Waiting in Vain di Bob Marley e High and Dry dei Radiohead. L'album passa abbastanza inosservato nel panorama internazionale ma non nel mondo acustico dove viene particolarmente apprezzato, nello specifico l'elaborato suono espresso dalla chitarra di Gomm che viene comparato a quello di artisti illustri come Michael Hedges (Gomm lo ritiene la sua maggior fonte di ispirazione).
Nel 2009, arriva il secondo disco di Jon: Don't Panic. Rispetto al lavoro precedente, questo album riceve maggior attenzione da critici e pubblico in particolare ottiene risalto il brano Gloria.

### Secrets Nobody Keeps e Live In The Acoustic Asylum(2012-2019)
Il 2012 è l'anno della svolta per la carriera di Gomm. Infatti l'artista pubblica su YouTube una performance di un suo nuovo brano inedito intitolato Passionflower il quale ottiene una visibilità incredibile (a settembre 2017 le visualizzazioni superano i 13 milioni) e proietta Gomm sulla ribalta mondiale. L'anno seguente esce Secrets Nobody Keeps che lo fa conoscere definitivamente nel mondo. Di nota sono, oltre al già citato Passionflower, i brani Everything e la cover dei The Police di Message In a Bottle. Grazie al successo dell'album, Gomm intraprende un lungo tour mondiale suonando con artisti importanti come Tommy Emmanuel ed Andy McKee.
Nel 2015, Jon pubblica il suo primo album dal vivo intitolato Live In The Acoustic Asylum in cui racchiude i suoi maggiori successi. In seguito intraprende un nuovo tour mondiale che si protrae per i 3 anni successivi.

### The Faintest Idea(2020-presente)
Dopo un anno di silenzio, a maggio 2020, in concomitanza con l'arrivo dell'artista sulle piattaforme di streaming musicale, Gomm rilascia il suo singolo di maggior successo, Passionflower, in una nuova versione ri-registrata. A luglio, l'artista inglese annuncia l'uscita per ottobre dello stesso anno del suo quarto album di inediti chiamato The Faintest Idea, il primo disco di nuove composizioni dopo 7 anni dall'uscita del precedente Secrets Nobody Keeps. Nell'agosto successivo viene rilasciato anche il primo singolo intitolato Cocoon e annunciato il tour di promozione per l'album, in partenza a fine 2020.

## Discografia
Album in studio
- 2003 - Hypertension
- 2009 - Don't Panic
- 2013 - Secrets Nobody Keeps
- 2020 - The Faintest Idea

Album dal vivo
- 2015 - Live In The Acoustic Asylum

## Stile
Funambolico chitarrista, è l'esempio perfetto del modern fingerstyle. Le sue ispirazioni sono Michael Hedges, Andy McKee, Don Ross e tanti altri. Combinando diverse tecniche percussive, usa accordature modali e accordature aperte come parte dei suoi arrangiamenti.